# Wrexham & Shropshire

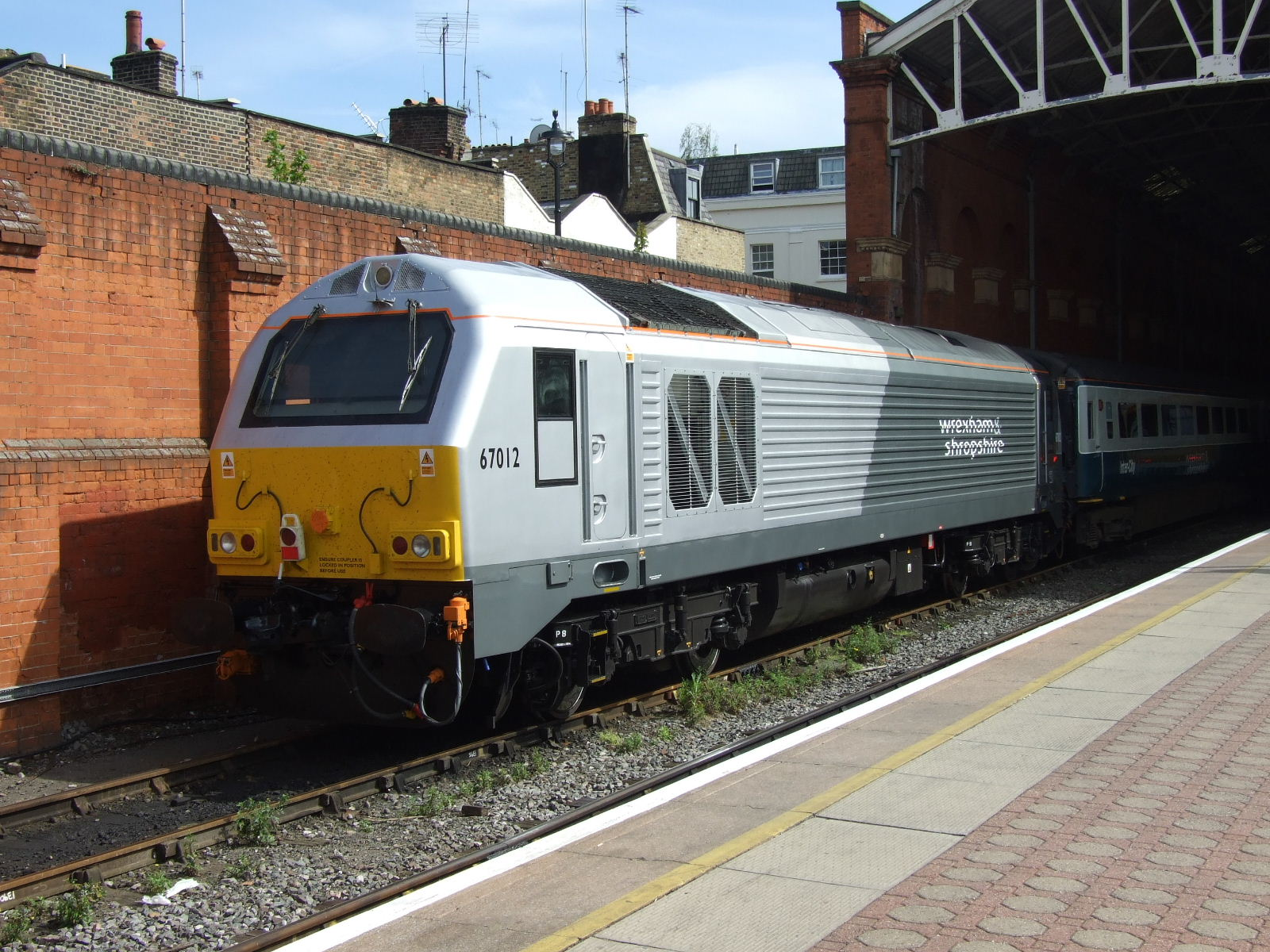
Lokomotywa British Rail Class 67 w barwach przewoźnika

Wrexham & Shropshire – brytyjski przewoźnik kolejowy, który od 28 kwietnia 2008 do 28 stycznia 2011 działał na zasadzie tzw. otwartego dostępu (poza systemem koncesyjnym). Firma uzyskała pozwolenie na obsługę trasy z Londynu do Wrexham na lata 2008–2014. Współwłaścicielami przewoźnika są Deutsche Bahn (za pośrednictwem swojej spółki zależnej DB Regio AG) oraz wyspecjalizowana w inwestycjach na rynku kolejowym firma Renaissance Trains.

## Tabor
Wrexham & Shropshire korzysta z 4 lokomotyw British Rail Class 67 oraz dwunastu wagonów typu British Rail Mark 3. Cztery wagony tego typu pozostają poza eksploatacją.